# 千代田街道

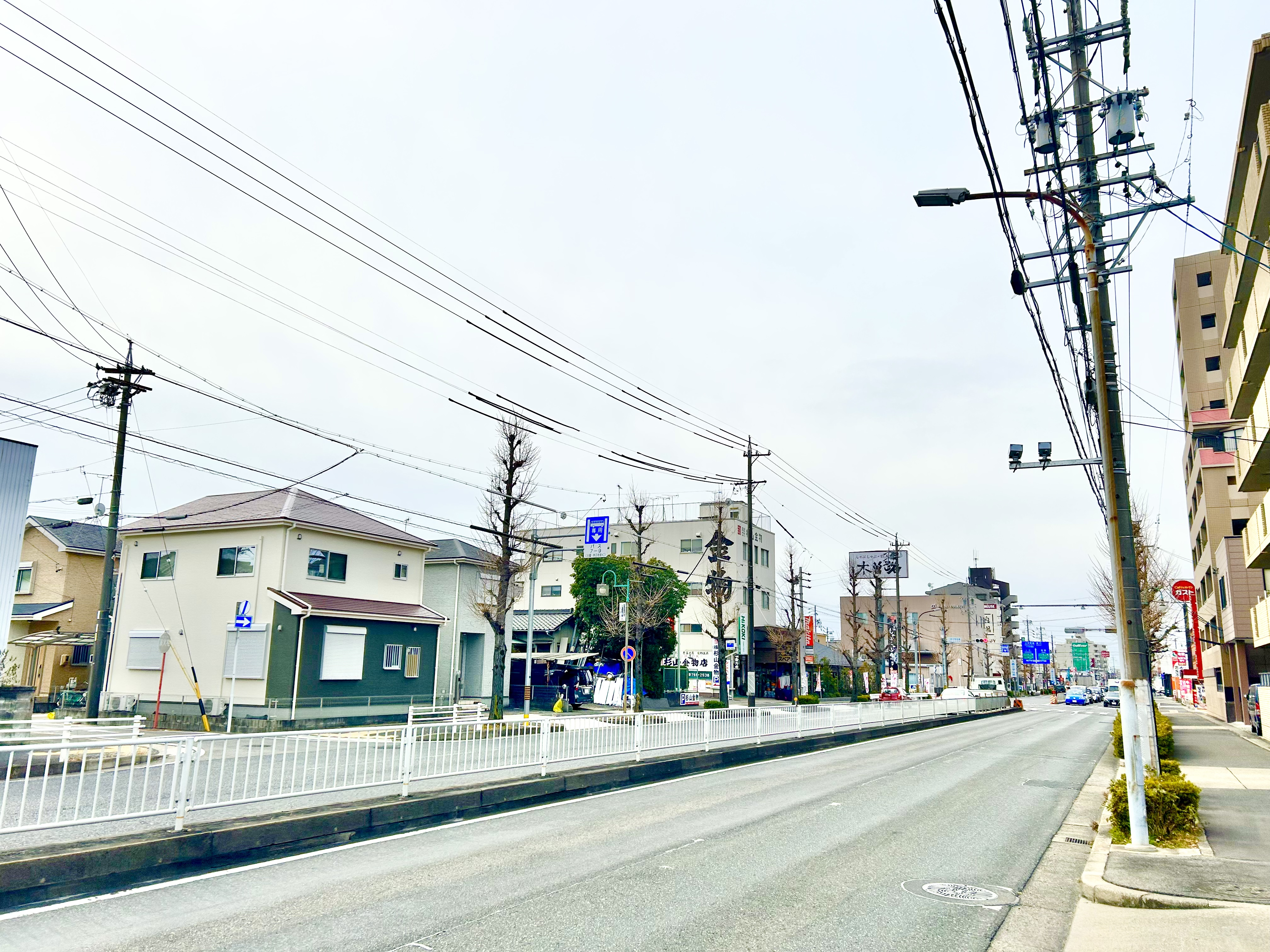
大森一丁目付近の千代田街道

千代田街道（ちよだかいどう）とは、愛知県名古屋市守山区を東西にはしる4km程の街道である。

## 概要
経路は、宮前橋北交差点から大森車庫北交差点で、旭街道（尾張旭市の道路通称名）へと繋がる。北側には愛知県道61号名古屋瀬戸線（瀬戸街道）、南側には愛知県道215号田籾名古屋線（出来町通）とほぼ並行している。また、名古屋市道の千代田通線と野萩線と重複している箇所がある。

### 重複する市道
- 千代田通線 - 守山区大字小幡字中井〜守山区八剣一丁目間
- 野萩線 - 守山区中新〜守山区喜多山南間

## 通過する自治体
- 愛知県名古屋市守山区

## 主な接続道路
- 愛知県道59号名古屋中環状線（中町田交差点）
- 国道302号（名古屋環状2号線）（大森IC交差点）
- 愛知県道30号関田名古屋線（竜泉寺街道）（宮前橋北交差点）

## 沿線
- 愛知県守山警察署
- 名古屋市立大森中学校
- 名古屋市立大森小学校
- 名古屋市立苗代小学校
- 名古屋市立廿軒家小学校
- 大森中央公園
- 五反田公園
- マクドナルド 大森インター南店
- あみやき亭 守山店
- くら寿司 名古屋守山店
- ガスト 守山大森店
- メルセデスベンツ名古屋北
- レクサス守山
- ドラッグスギヤマ 千代田店
- コメダ珈琲店 守山八剣店
- ハードオフ 千代田店